# DJ Pasha
DJ Pasha (eigentlich: Pawlo Schylko, ukrainisch Павло Шилко) ist ein ukrainischer Radio-DJ und Fernsehmoderator.

## Leben und Wirken
Seit 1996 ist er Radio-DJ beim ukrainischen Sender Gala Radio. Er war häufiger für sein Land beim Eurovision Song Contest aktiv: Er kommentierte den Wettbewerb 2003 und 2006 fürs ukrainische Fernsehen, 2004 gab er die ukrainische Punktevergabe bekannt, 2005 moderierte er den Wettbewerb zusammen mit Marija Jefrossynina in Kiew. 2006 schrieb er den Text des ukrainischen Beitrags von Tina Karol, was den siebten Platz zur Folge hatte.